# فيدالغو

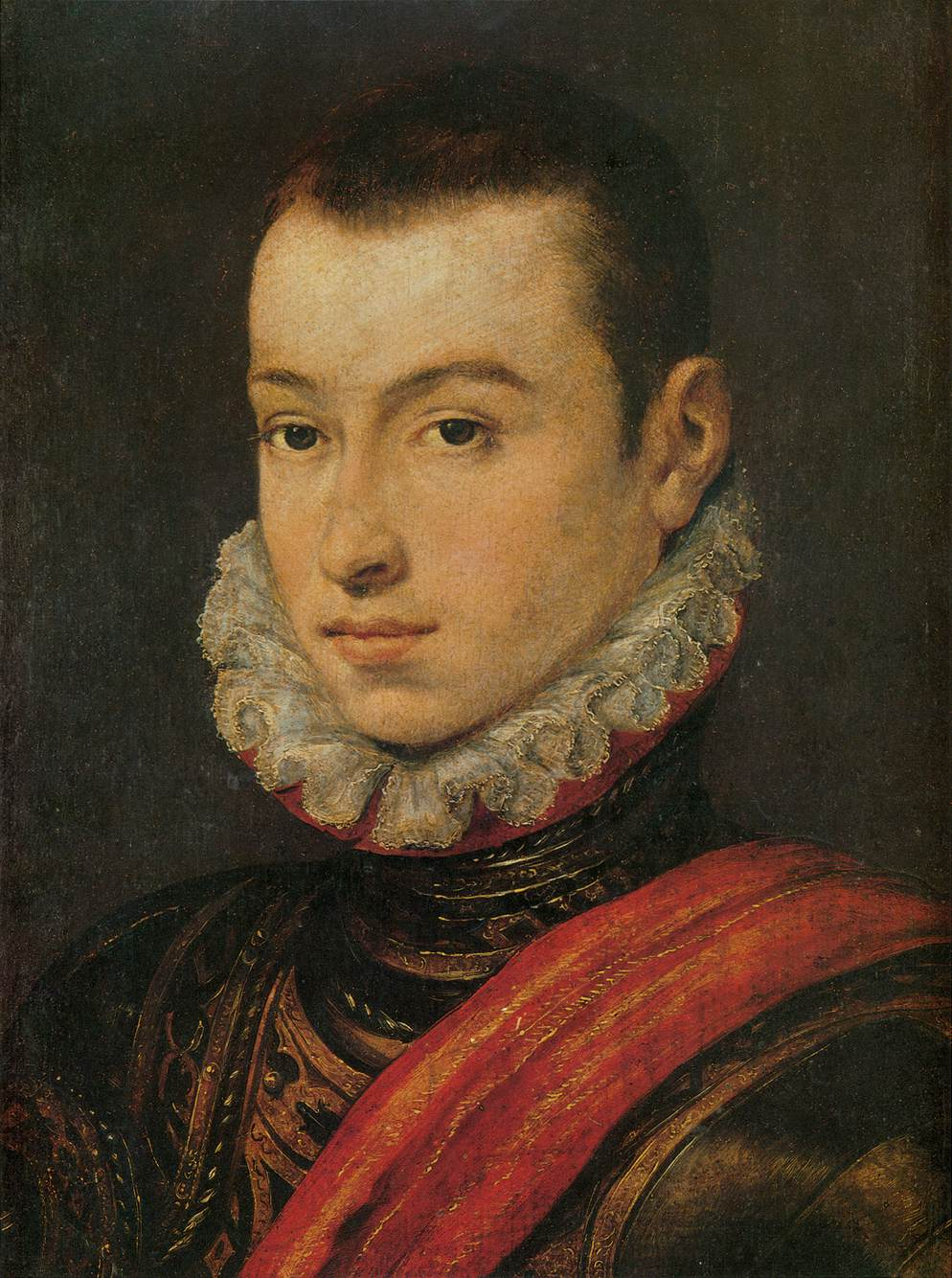

فيدالغو (بالبرتغالية والجليقية: Fidalgo) هو لقب برتغالي تقليدي كان يُمنح لأبناء النبلاء حتى ألغي بعد سقوط الملكية في البرتغال سنة 1910.

## أصل اللقب
اشتُق هذا اللقب من عبارة filho de algo البرتغالية، وتعني حرفيًا «ابن شخص ما» أو «ابن عائلة ما»، وهو قريب في المعنى واللفظ من اللقب الإسباني هيدالغو.